# Dragonfly (album)
Dragonfly – pierwszy solowy album Ziggy’ego Marleya. Został wydany 15 kwietnia 2003 r. Słowa wszystkich piosenek napisane zostały przez Davida Marleya.

## Lista utworów
1. "Dragonfly" - 4:16
2. "True to Myself" - 3:49
3. "I Get Out" - 4:18
4. "Looking" - 3:21
5. "Shalom Salaam" - 5:08
6. "In the Name of God" - 5:38
7. "Rainbow in the Sky" - 3:08 (z Johnem Frusciante i Flea)
8. "Melancholy Mood" - 4:33 (z Flea)
9. "Good Old Days" - 4:18
10. "Never Deny You" - 4:06
11. "Don't You Kill" - 3:46